# Elezioni politiche in Italia del 1963 per circoscrizione (Senato della Repubblica)
Le elezioni politiche in Italia del 1963 nelle circoscrizioni del Senato della Repubblica videro i seguenti risultati.

## Risultati
Circoscrizione Piemonte;
| Liste                                   | Voti      | %     | Seggi |
| --------------------------------------- | --------- | ----- | ----- |
| Democrazia Cristiana                    | 883 030   | 36,26 | 9     |
| Partito Comunista Italiano              | 567 608   | 23,31 | 6     |
| Partito Socialista Italiano             | 367 988   | 15,11 | 4     |
| Partito Liberale Italiano               | 311 055   | 12,77 | 3     |
| Partito Socialista Democratico Italiano | 224 001   | 9,20  | 2     |
| MSI - PDIUM                             | 77 725    | 3,19  | –     |
| Contadini Combattenti                   | 3 797     | 0,16  | –     |
| Totale                                  | 2 435 204 | 100   | 24    |

Circoscrizione Lombardia;
| Liste                                            | Voti      | %     | Seggi |
| ------------------------------------------------ | --------- | ----- | ----- |
| Democrazia Cristiana                             | 1 757 450 | 39,87 | 19    |
| Partito Comunista Italiano                       | 910 939   | 20,67 | 10    |
| Partito Socialista Italiano                      | 780 648   | 17,71 | 8     |
| Partito Liberale Italiano                        | 400 831   | 9,09  | 4     |
| Partito Socialista Democratico Italiano          | 300 841   | 6,82  | 3     |
| Movimento Sociale Italiano                       | 181 387   | 4,11  | 1     |
| Partito Democratico Italiano di Unità Monarchica | 46 641    | 1,06  | –     |
| Partito Repubblicano Italiano                    | 16 301    | 0,37  | –     |
| Concentrazione di Unità Rurale                   | 12 997    | 0,29  | –     |
| Totale                                           | 4 408 035 | 100   | 45    |

Circoscrizione Trentino-Alto Adige;
| Liste                                   | Voti    | %     | Seggi |
| --------------------------------------- | ------- | ----- | ----- |
| Democrazia Cristiana                    | 165 625 | 39,93 | 4     |
| Partito Popolare Sud Tirolese           | 112 023 | 27,01 | 2     |
| Partito Socialista Italiano             | 52 979  | 12,77 | 1     |
| Partito Liberale Italiano               | 26 870  | 6,48  | –     |
| Partito Socialista Democratico Italiano | 24 106  | 5,81  | –     |
| Sinistra Indipendente                   | 15 224  | 3,67  | –     |
| Movimento Sociale Italiano              | 14 154  | 3,41  | –     |
| Partito Comunista Italiano              | 3 835   | 0,92  | –     |
| Totale                                  | 414 816 | 100   | 7     |

Circoscrizione Veneto;
| Liste                                   | Voti      | %     | Seggi |
| --------------------------------------- | --------- | ----- | ----- |
| Democrazia Cristiana                    | 1 106 688 | 52,68 | 14    |
| Partito Socialista Italiano             | 317 086   | 15,09 | 4     |
| Partito Comunista Italiano              | 315 259   | 15,01 | 3     |
| Partito Socialista Democratico Italiano | 155 795   | 7,42  | 1     |
| Partito Liberale Italiano               | 121 543   | 5,79  | 1     |
| Movimento Sociale Italiano              | 44 163    | 2,10  | –     |
| MSI - PDIUM                             | 26 756    | 1,27  | –     |
| Partito Repubblicano Italiano           | 10 616    | 0,51  | –     |
| Indipendente di Destra                  | 2 817     | 0,13  | –     |
| Totale                                  | 2 100 723 | 100   | 23    |

Circoscrizione Friuli-Venezia Giulia;
| Liste                                            | Voti    | %     | Seggi |
| ------------------------------------------------ | ------- | ----- | ----- |
| Democrazia Cristiana                             | 311 419 | 44,72 | 4     |
| Partito Comunista Italiano                       | 125 575 | 18,03 | 1     |
| Partito Socialista Italiano                      | 94 791  | 13,61 | 1     |
| Partito Socialista Democratico Italiano          | 71 572  | 10,28 | 1     |
| Movimento Sociale Italiano                       | 46 298  | 6,65  | –     |
| Partito Liberale Italiano                        | 36 841  | 5,29  | –     |
| Partito Repubblicano Italiano                    | 6 529   | 0,94  | –     |
| Partito Democratico Italiano di Unità Monarchica | 3 399   | 0,49  | –     |
| Totale                                           | 696 424 | 100   | 7     |

Circoscrizione Liguria;
| Liste                                   | Voti      | %     | Seggi |
| --------------------------------------- | --------- | ----- | ----- |
| Democrazia Cristiana                    | 355 557   | 32,59 | 4     |
| Partito Comunista Italiano              | 309 256   | 28,34 | 3     |
| Partito Socialista Italiano             | 173 787   | 15,93 | 2     |
| Partito Liberale Italiano               | 108 592   | 9,95  | 1     |
| Partito Socialista Democratico Italiano | 84 767    | 7,77  | 1     |
| MSI - PDIUM                             | 49 979    | 4,58  | –     |
| Partito Repubblicano Italiano           | 9 117     | 0,84  | –     |
| Totale                                  | 1 091 055 | 100   | 11    |

Circoscrizione Emilia-Romagna;
| Liste                                              | Voti      | %     | Seggi |
| -------------------------------------------------- | --------- | ----- | ----- |
| Partito Comunista Italiano                         | 930 057   | 41,03 | 10    |
| Democrazia Cristiana                               | 438 894   | 19,36 | 3     |
| Partito Socialista Italiano                        | 319 067   | 14,08 | 3     |
| Democrazia Cristiana-Partito Repubblicano Italiano | 199 805   | 8,82  | 4     |
| Partito Socialista Democratico Italiano            | 164 708   | 7,27  | 1     |
| Partito Liberale Italiano                          | 134 198   | 5,92  | 1     |
| Movimento Sociale Italiano                         | 76 406    | 3,37  | –     |
| Partito Democratico Italiano di Unità Monarchica   | 3 433     | 0,15  | –     |
| Totale                                             | 2 266 568 | 100   | 22    |

Circoscrizione Toscana;
| Liste                                   | Voti      | %     | Seggi |
| --------------------------------------- | --------- | ----- | ----- |
| Partito Comunista Italiano              | 790 214   | 38,91 | 8     |
| Democrazia Cristiana                    | 622 324   | 30,65 | 6     |
| Partito Socialista Italiano             | 289 221   | 14,24 | 3     |
| Partito Socialista Democratico Italiano | 109 464   | 5,39  | 1     |
| Partito Liberale Italiano               | 92 387    | 4,55  | 1     |
| Movimento Sociale Italiano              | 92 059    | 4,53  | 1     |
| Partito Repubblicano Italiano           | 35 076    | 1,73  | –     |
| Totale                                  | 2 030 745 | 100   | 20    |

Circoscrizione Umbria;
| Liste                                   | Voti    | %     | Seggi |
| --------------------------------------- | ------- | ----- | ----- |
| Partito Comunista Italiano              | 178 322 | 38,93 | 3     |
| Democrazia Cristiana                    | 144 488 | 31,54 | 3     |
| Partito Socialista Italiano             | 75 800  | 16,55 | 1     |
| Indipendente di Destra                  | 21 955  | 4,79  | –     |
| Partito Socialista Democratico Italiano | 15 857  | 3,46  | –     |
| Partito Liberale Italiano               | 12 777  | 2,79  | –     |
| Partito Repubblicano Italiano           | 8 877   | 1,94  | –     |
| Totale                                  | 458 076 | 100   | 7     |

Circoscrizione Marche;
| Liste                                   | Voti    | %     | Seggi |
| --------------------------------------- | ------- | ----- | ----- |
| Democrazia Cristiana                    | 301 548 | 39,19 | 4     |
| Partito Comunista Italiano              | 231 136 | 30,04 | 3     |
| Partito Socialista Italiano             | 108 279 | 14,07 | 1     |
| Partito Socialista Democratico Italiano | 40 648  | 5,28  | –     |
| Movimento Sociale Italiano              | 35 268  | 4,58  | –     |
| Partito Liberale Italiano               | 29 957  | 3,89  | –     |
| Partito Repubblicano Italiano           | 22 713  | 2,95  | –     |
| Totale                                  | 769 549 | 100   | 8     |

Circoscrizione Lazio;
| Liste                                            | Voti      | %     | Seggi |
| ------------------------------------------------ | --------- | ----- | ----- |
| Democrazia Cristiana                             | 681 366   | 31,51 | 8     |
| Partito Comunista Italiano                       | 549 685   | 25,42 | 7     |
| Partito Socialista Italiano                      | 267 616   | 12,38 | 3     |
| Movimento Sociale Italiano                       | 240 036   | 11,10 | 3     |
| Partito Liberale Italiano                        | 181 750   | 8,40  | 2     |
| Partito Socialista Democratico Italiano          | 135 744   | 6,28  | 1     |
| Partito Democratico Italiano di Unità Monarchica | 60 179    | 2,78  | –     |
| Partito Repubblicano Italiano                    | 46 131    | 2,13  | –     |
| Totale                                           | 2 162 507 | 100   | 24    |

Circoscrizione Abruzzi e Molise;
| Liste                                            | Voti    | %     | Seggi |
| ------------------------------------------------ | ------- | ----- | ----- |
| Democrazia Cristiana                             | 348 036 | 44,22 | 5     |
| Partito Comunista Italiano                       | 178 602 | 22,69 | 2     |
| Partito Socialista Italiano                      | 85 276  | 10,83 | 1     |
| Movimento Sociale Italiano                       | 60 401  | 7,67  | 1     |
| Partito Socialista Democratico Italiano          | 48 951  | 6,22  | –     |
| Partito Liberale Italiano                        | 38 930  | 4,95  | –     |
| Partito Democratico Italiano di Unità Monarchica | 19 910  | 2,53  | –     |
| Partito Repubblicano Italiano                    | 6 956   | 0,88  | –     |
| Totale                                           | 787 062 | 100   | 9     |

Circoscrizione Campania;
| Liste                                            | Voti      | %     | Seggi |
| ------------------------------------------------ | --------- | ----- | ----- |
| Democrazia Cristiana                             | 757 628   | 34,51 | 11    |
| Partito Comunista Italiano                       | 508 858   | 23,18 | 8     |
| Partito Socialista Italiano                      | 243 426   | 11,09 | 3     |
| Movimento Sociale Italiano                       | 181 999   | 8,29  | 2     |
| Partito Liberale Italiano                        | 181 330   | 8,26  | 2     |
| Partito Democratico Italiano di Unità Monarchica | 160 317   | 7,30  | 1     |
| Partito Socialista Democratico Italiano          | 120 688   | 5,50  | 1     |
| Indipendente Cattolico                           | 22 578    | 1,03  | 1     |
| Partito Repubblicano Italiano                    | 18 613    | 0,85  | –     |
| Totale                                           | 2 195 437 | 100   | 29    |

Circoscrizione Puglia;
| Liste                                            | Voti      | %     | Seggi |
| ------------------------------------------------ | --------- | ----- | ----- |
| Democrazia Cristiana                             | 637 832   | 39,89 | 10    |
| Partito Comunista Italiano                       | 416 668   | 26,06 | 6     |
| Partito Socialista Italiano                      | 184 649   | 11,55 | 2     |
| Movimento Sociale Italiano                       | 158 821   | 9,93  | 2     |
| Partito Socialista Democratico Italiano          | 72 193    | 4,52  | 1     |
| Partito Liberale Italiano                        | 55 783    | 3,49  | –     |
| Partito Democratico Italiano di Unità Monarchica | 32 801    | 2,05  | –     |
| Concentrazione di Unità Rurale                   | 24 265    | 1,52  | –     |
| Partito Repubblicano Italiano                    | 15 921    | 1,00  | –     |
| Totale                                           | 1 598 933 | 100   | 21    |

Circoscrizione Basilicata;
| Liste                                            | Voti    | %     | Seggi |
| ------------------------------------------------ | ------- | ----- | ----- |
| Democrazia Cristiana                             | 117 712 | 40,05 | 4     |
| Partito Comunista Italiano                       | 82 862  | 28,20 | 2     |
| Partito Socialista Italiano                      | 29 019  | 9,87  | 1     |
| Partito Socialista Democratico Italiano          | 24 876  | 8,46  | –     |
| Movimento Sociale Italiano                       | 20 958  | 7,13  | –     |
| Partito Liberale Italiano                        | 15 044  | 5,12  | –     |
| Partito Democratico Italiano di Unità Monarchica | 3 407   | 1,16  | –     |
| Totale                                           | 293 878 | 100   | 7     |

Circoscrizione Calabria;
| Liste                                            | Voti    | %     | Seggi |
| ------------------------------------------------ | ------- | ----- | ----- |
| Democrazia Cristiana                             | 342 182 | 39,13 | 5     |
| Partito Comunista Italiano                       | 230 838 | 26,40 | 4     |
| Partito Socialista Italiano                      | 137 316 | 15,70 | 2     |
| Movimento Sociale Italiano                       | 83 354  | 9,53  | 1     |
| Partito Liberale Italiano                        | 40 170  | 4,59  | –     |
| Partito Democratico Italiano di Unità Monarchica | 20 757  | 2,37  | –     |
| Partito Socialista Democratico Italiano          | 19 908  | 2,28  | –     |
| Totale                                           | 874 525 | 100   | 12    |

Circoscrizione Sicilia;
| Liste                                            | Voti      | %     | Seggi |
| ------------------------------------------------ | --------- | ----- | ----- |
| Democrazia Cristiana                             | 758 189   | 34,62 | 11    |
| Partito Comunista Italiano                       | 459 583   | 20,99 | 6     |
| Partito Socialista Italiano                      | 248 843   | 11,36 | 3     |
| Movimento Sociale Italiano                       | 222 352   | 10,15 | 3     |
| Partito Liberale Italiano                        | 209 292   | 9,56  | 3     |
| Partito Socialista Democratico Italiano          | 109 271   | 4,99  | 1     |
| Partito Democratico Italiano di Unità Monarchica | 78 568    | 3,59  | 1     |
| Partito Autonomista Cristiano Sociale            | 43 355    | 1,98  | 1     |
| Partito Repubblicano Italiano                    | 26 500    | 1,21  | –     |
| Concentrazione di Unità Rurale                   | 20 802    | 0,95  | –     |
| Unione Siciliana Cristiano Sociale               | 13 187    | 0,60  | –     |
| Totale                                           | 2 189 942 | 100   | 29    |

Circoscrizione Sardegna;
| Liste                                   | Voti    | %     | Seggi |
| --------------------------------------- | ------- | ----- | ----- |
| Democrazia Cristiana                    | 261 074 | 40,91 | 5     |
| Partito Comunista Italiano              | 144 013 | 22,57 | 2     |
| Partito Socialista Italiano             | 73 704  | 11,55 | 1     |
| MSI - PDIUM                             | 57 921  | 9,08  | 1     |
| Partito Liberale Italiano               | 45 973  | 7,20  | –     |
| Partito Sardo d'Azione                  | 34 954  | 5,48  | –     |
| Partito Socialista Democratico Italiano | 20 480  | 3,21  | –     |
| Totale                                  | 638 119 | 100   | 9     |

Circoscrizione Valle d'Aosta.
| Liste                      | Voti   | %     | Seggi |
| -------------------------- | ------ | ----- | ----- |
| Union Valdôtaine           | 29 510 | 51,14 | 1     |
| Democrazia Cristiana       | 26 933 | 46,67 | –     |
| Movimento Sociale Italiano | 1 261  | 2,19  | –     |
| Totale                     | 57 704 | 100   | 1     |